# Royal Small Arms Factory
De Royal Small Arms Factory (RSAF) was aanvankelijk een Brits staatsbedrijf voor de productie van militaire geweren, musketten en zwaarden. Het was aanvankelijk gevestigd in Enfield (Londen) maar had ook een fabriek in Sparkbrook (Birmingham).

## Geschiedenis
De RSAF werd in 1807 als Royal Manufactory of Small Arms opgericht in Lewisham (Londen) (deze fabriek in Lewisham was een watermolen waar al sinds de veertiende eeuw harnassen werden gemaakt. Hendrik VIII kocht de fabriek in 1530, waarna de naam veranderde in "Royal Armoury Mills" waar zijn "Greenwich Armour" werd gemaakt). Tijdens de napoleontische oorlogen groeide de behoefte aan goede wapens, waardoor de Board of Ordnance een locatie voor een grotere fabriek zocht. De bedoelde behoefte kwam ook voort uit ontevredenheid over de wapens die tijdens de oorlogen beschikbaar waren. Ze werden door vele kleine wapensmeden in het "Gun Quarter" van Birmingham gemaakt en onderdelen waren vaak niet uitwisselbaar. De nieuwe fabriek moest dus de kwaliteit waarborgen en de productiekosten verlagen. 

## Oprichting
Die locatie werd gevonden bij Enfield Lock (de sluis bij Enfield aan de Lea). De grond werd gekocht in 1812 en de fabriek was voltooid in 1816. Men maakte gebruik van waterkracht voor de aandrijving van machines en van de rivier voor het transport van en naar de Theems en van daar naar zeilschepen voor het verdere transport. Er werd ook landbouwgrond rond de fabriek aangekocht voor het beproeven van buskruit voor de Royal Gunpowder Mill. De Royal Small Arms Factory lag aanvankelijk aan de oostkant van de Lea in Waltham Abbey (Essex). Tijdens het bestaan van de fabriek werd de Lea omgeleid, waardoor een deel van het bedrijf in Enfield kwam te liggen. In 1816 werd de productie van lopen overgebracht van Lewisham, in 1818 werd de sluis verplaatst naar de fabriek en in 1823 vond ook de zwaardproductie plaats in Enfield. 

## Krimoorlog
In 1831 wist men te voorkomen dat de fabriek gesloten zou worden. Tijdens de Krimoorlog (1853-1856) moest de productie drastisch verhoogd worden. In 1856 werd door de Royal Engineers een nieuwe productiehal met Amerikaanse stoommachines voor massaproductie gebouwd. Het personeelsbestand groeide naar meer dan 1.000 en in 1860 werden gemiddeld 1.744 geweren per week geproduceerd. In 1866 werd de productie opnieuw verhoogd, toen de waterkracht geheel werd vervangen door stoomaandrijving. In 1887 stonden er zestien stoommachines en had het bedrijf 2.400 werknemers.

## Sparkbrook
Na het faillissement van de National Arms and Ammunition Company in 1887 werd een aantal werkplaatsen in Sparkbrook overgenomen en werd hier de Royal Small Arms Factory opgericht. Daarnaast kwamen er enkele reparatiewerkplaatsen in Birmingham. In 1889 begon de productie van een nieuw geweer ontwikkeld door James Paris Lee. Het Lee-Enfield-geweer werd ontworpen in 1895. Begin 1893 had de fabriek in Enfield 2.025 werknemers en die in Sparkbrook 664. In 1894 ging ook het reparatiewerk naar de Sparkbrook-fabriek.

## Overname door BSA
Begin 1906 werd de RSAF verkocht aan de Birmingham Small Arms & Metal Co Ltd (BSA). Dat was een samenwerkingsverband van dezelfde wapensmeden die het War Office aanvankelijk juist genoodzaakt hadden de wapenproductie in eigen hand te nemen. Bij de verkoop werd door het War Office beloofd minstens een kwart van de productie van de Lee-Enfieldgeweren te mogen maken, maar die belofte werd niet nagekomen. BSA was daarop genoodzaakt te fuseren met de rijwielfabrikant Eadie Mfg Co in Redditch en de werknemers in Sparkbrook bezig te houden met de productie van de BSA-auto's. Tijdens en na de Eerste Wereldoorlog leefde de wapenproductie weer op, net als tijdens de Tweede Wereldoorlog. Het Britse War Office opende echter zelf twee nieuwe wapenfabrieken.
In 1984 werd de Royal Small Arms Factory geprivatiseerd samen met de beide fabrieken van het War Office. Zij werden deel van de Royal Ordnance Ltd. en later overgenomen door British Aerospace. Zij sloten de fabriek in Sparkbrook in 1988.